# Коледуване
Коледуването е един от традиционните български обичаи, широко разпространен в страната.
Разнообразие от форми на този обичай се срещат в България, Сърбия, Русия, Украйна, Беларус, Чехия, Словакия и Полша, Северна Македония и Румъния.
Коледуването в България е част от празнично-обредния комплекс на Коледа и е първият обред от ергенските обичаи в периода на т.нар. Мръсни дни, свързан мирогледно с тях. Изследователите разглеждат коледуването като реликт от древните мъжки инициации, оттам произтича и връзката със задгробния свят. В много от песните момците идват от далечния път, вървят в посока от запад на изток, от срещите си с мъртвите черпят сили, с които прогонват вредните същества и с които предопределят бъдещото плодородие; трапезата за тях има поминален характер.
Основните участници – коледа̀ри (ко̀ладници), са младежи в предженитбена възраст. Те са в празнично облекло, наметнати с ямурлуци. Момчетата за пръв път обличат ергенско облекло и запасват пояс. Някъде се обличат в сватбени дрехи, които взимат от младоженци. Калпаците им са украсени с коледарски китки (от чимшир, бръшлян), имат и венци от нанизи пуканки, бучки захар, сушени сливи и стафиди. С участието си в коледуването момъкът за пръв път се представя пред селския колектив.
Те имат водач – по-възрастен, женен мъж, наричан станеник (цар, кудабашия). Подготовката за коледуването започва през коледните пости, най-често от Игнажден. Тогава се съставят коледарските групи, обикновено по махали, определя се станеника. Той разпределя групите, определя подстаняниците, които да ги ръководят. В неговия дом и с негова помощ момците учат песните.
Коледният песенен цикъл е изключително богат. Има песни за всяка възраст, семейно и социално положение. Плодородието, здравето, задомяването са основни теми. Изпълнението на коледните песни е словесна магия и поради обредна ѝ същност е забранено да се пеят коледни песни извън разучаването им и на самото коледуване. Магическа сила на словото се приписва и на коледарската благословия, която специално определен благословник (наречняк, мармарин) изрича при коледуването, обърнат на изток, в отговор на даряването.
Времето за коледуване е строго определено от традицията – от полунощ до изгрев слънце на Коледа. Според народните представи тогава се появяват разни свръхестествени същества: караконджули, вампири, таласъми и подобни, а коледарите имат силата да ги прогонват чрез своите песни. С изгрева на слънцето те загубват тази сила и спират да коледуват.
Коледарските песни се изпълняват, когато коледарите обхождат предварително определена махала, като тръгват винаги в източна посока. Пожеланията в тези песни са посветени на домакините (стопанина). Мотивите са различни, според мястото на изпълнение и лицата, за които се пеят: овчар, ловец, свещеник, невяста, мома, ерген, малко момче или момиче. Най-общо те са обредно пожелание за здраве в семейството, придобив в стопанството, задомяване. Специалните обредни песни се пеят по пътя, пред вратата, в къщата.
Коледарите са дарявани неизменно с „вит-превит“ кравай с пара върху него, месо, сланина, брашно, боб, повесма кълчища и други продукти. В отговор на даряването определеният за „благословник“ коледар изрича благословии.
Коледуването завършва с общо угощение, на което се поканват и другите женени мъже, у които са коледували. Останалите след това продукти се продават, а парите се дават на бедните или на църквата, училището, читалището и други.
С коледните празници, обичаи и обреди е свързан богат и разнообразен фолклор: песни, наричания, пословици и гатанки.
Детско коледуване се среща на Малка Коледа (денят преди Коледа, 24 декември). Прави се през деня. Групички от шест- до дванадесетгодишни момченца обикалят с дрянови тояги домове на съседи и сродници и с кратки песнички и традиционни формули им желаят плодородие и приплод (в Западна България и Пловдивско чукат с тояжките си върху зърна и наричат за богата реколта). Децата също получават дарове.